# Antoine-Fortuné Marion
Antoine-Fortuné Marion (Aix-en-Provence, 10 ottobre 1846 – Aix-en-Provence, 22 gennaio 1900) è stato un botanico, zoologo e naturalista francese.

## Biografia
Marion fu il compagno di scuola di Paul Cézanne ad Aix. Antoine Fortuné Marion fu professore e direttore del Museo di storia naturale di Marsiglia. Cézanne dipinse il suo ritratto nel 1866-1867 alla Bastide du Jas de Bouffan.
Si istruì a Marsiglia, aggiudicandosi nel 1866 il grado di lettere e la laurea in scienze nel 1868. Nel 1878 un aprì un laboratorio marino, con l'aiuto finanziario della città di Marsiglia. Nel 1880 fu direttore del Muséum d’histoire naturelle de Marseille.
Inoltre, era l'amico di Gaston de Saporta, con il quale lavorò nel campo della botanica. Come zoologo, fece una ricerca sui vermi marini segmentati, nematodi a vita libera del Mediterraneo, nemertea, rotiferi, zoantharia, alcionacei, i parassiti che hanno interessato i crostacei e le indagini della classe enteropneusta. Come risultato del suo lavoro nella lotta contro la fillossera (un parassita afide), gli è stato dato un riconoscimento da parte dei governi francesi e stranieri.
È stato uno dei fondatori dell'"Annales du Musée d'histoire naturelle de Marseille".

## Opere
- Premières observations sur l’ancienneté de l’homme dans les Bouches-du-Rhône, Remondet-Aubin, Aix, 1867, in-8°
- Recherches zoologiques et anatomiques sur des nématoïdes non parasites marins, Savy, 1873, in-8°
- Description des plantes fossiles des calcaires marneux de Ronzon, Haute-Loire, ibid. 1873
- Essai sur l'état de la végétation à l'époque des marnes heersiennes de Gelinden, Bruxelles, Académie royale (impr.par Hayez), 94 [1] in Mémoires couronnés et mémoires des savants étrangers, Académie Royale des sciences, des lettres et des beaux-arts de Belgique " Tome XXXVII (37), 1873, con Gaston de Saporta.
- L’Évolution du règne végétal : les Phanérogames, con Gaston de Saporta, Alcan, 1885
- La Station zoologique d’Endoume, Ollendorff, 1897